# Lago Løken
El Lago Løken (en inglés: Løken Pond) es un lago al este de Burnet Cove, Ensenada Maiviken, en el norte de la Península Thatcher de la isla San Pedro del archipiélago de las islas Georgias del Sur. Fue nombrado por el Comité de Topónimos Antárticos del Reino Unido en 1991 después de la muerte del Padre Kristen Løken (1885-1975), un luterano noruego, ministro de Lillehammer, que fue el primer pastor designado de la isla San Pedro. Estaba en la estación ballenera de Grytviken (1912-1914) y supervisó el templo católico de allí.